# Ироха
Ироха (јап. いろは) је јапанска песма највероватније написана у Хејан периоду (794-1179). Ауторство се најчешће приписује јапанском будистичком свештенику и учењаку из овог периода, Кукај-у (空海 – Kūkai) (774-835).
Текс песме писан хираганом (са архаичним ゐ и ゑ) гласи:
いろはにほへと 

ちりぬるを

わかよたれそ

つねならむ

うゐのおくやま

けふこえて

あさきゆめみし

ゑひもせす

Текст писан комбинацијом канџи и кана гласи:
色は匂へと

散りぬるを

我が世誰そ

常ならむ

有為の奥山

今日越えて

浅き夢見し

酔ひもせす

Превод песме гласи: 
Док су цветови прелепи али [неизбежно] вену, 

ко може остати сталан у нашем свету? [Нико не може] 

Пређимо данас високу планину трансцедентности

и неће више бити плитког сневања, ни више опијености.
Ироха је значајна по томе што представља савршени панграм – користи све кана по једном (осим ん, које је додато много касније). Из овог разлога се користила за редослед јапанских слогова све до Мејџи периода у XIX веку, али се и данас, иако ретко, још може срести (нпр. седишта у позориштима се нумеришу овим редоследом).
Буквално транскрибована песма изгледа овако:
i      ro      ha      ni      ho      he      to

chi     ri      nu      ru      (w)o

wa      ka      yo      ta      re      so

tsu     ne      na      ra      mu

u       (w)i    no      o       ku      ya      ma

ke      fu      ko      e       te

a       sa      ki      yu      me      mi      shi

(w)e    hi      mo      se      su

Али да би се добило значење које је наведено горе, песма се мора читати доста флексибилно:
Iro wa nioedo 

Chirinuru o 

Waga yo tare zo 

Tsunenaran 

Ui no okuyama 

Kyoo koete 

Asaki yume miji 

Ei mo sezu. [или yoi mo sezu.]